# Astrid Lundin
Astrid Lundin var en svensk friidrottare (sprinter). Hon tävlade för klubben IFK Gävle.